# CDC40
O fator de pré-processamento de mRNA 17 é uma proteína que em humanos é codificada pelo gene CDC40.
A junção pré-mRNA ocorre em duas etapas de transesterificação sequenciais. A proteína codificada por este gene é considerada essencial para a etapa catalítica II no processo de emenda do pré-mRNA. É encontrado no spliceossomo e contém sete repetições WD, que funcionam nas interações proteína-proteína.